# Christian Genevard
Pour les articles homonymes, voir Genevard.
Christian Genevard, né le 7 novembre 1924 à Biarritz (Pyrénées-Atlantiques) et mort le 26 mai 1994 à Saint-Jean-Pied-de-Port (même département), est un homme politique français.

## Vie personnelle et famille
Lui-même pharmacien de profession, il est le père du pharmacien Dominique Genevard, qui, le 31 août 1983, épouse Annie Tharin, connue comme Annie Genevard, elle-même engagée en politique d'abord à l'échelle locale et notamment députée du Doubs (cinquième circonscription quant à elle), dont les parents sont le chef d'entreprise Bernard Tharin et la femme politique Irène Tharin née Adami, un temps notamment députée du Doubs pour la quatrième circonscription.

## Détail des fonctions et des mandats

### À l'Assemblée nationale
- Député du Doubs du 13 août 1968 au 16 septembre 1969.
- Député du Doubs du 7 août 1972 au 1er avril 1973.

### Au niveau local
- Maire de Morteau de 1965 à 1989.
- Conseiller général du Doubs de 1967 à 1973